# O.S.S.E.X

La série O.S.S.E.X est la traduction française de la série de romans Lady from L.U.S.T (League of Undercover Spies & Terrorists) de Rod Gray, composée de 63 romans, publié par Édition et Publications Premières dans le milieu des années 1970, ayant pour thème l'espionnage et l'érotisme.

## Les résumés dans la version française
Dans la version française de ces romans, il y a un résumé au dos de ces livres, dans un style proche de celui de Frédéric Dard, avec beaucoup de jeux de mots et d'humour. Le style de ces résumés et le style de ces romans sont totalement différents.
On retrouve cet humour dans les titres des versions françaises de ces livres, qui sont des jeux de mots sur des titres célèbres : À l'Ouest, rien de nouveau, On a marché sur la Lune, La Chartreuse de Parme, La Chatte sur un toit brûlant, Les Onze Mille Verges, Pour qui sonne le glas, La Belle et la Bête, Le Clan des Siciliens, La Dame aux camélias...

## Exemple:Les Marrants de la Baltique
Le livre Les Marrants de la Baltique est un exemple de cette série de romans des années 1970 : L'agent secret américain Eve Drum fait échouer un complot de finlandais d'extrême droite qui veulent faire exploser une bombe atomique sur Panama.
Le titre français est un jeu de mots (pour les marins de la Baltique). Le titre d'origine est  The Finnish Fiends (traduction littérale : « les démons finlandais »). 
La traduction du roman est de Jacques Guiod.

### Synopsis
Ce qui suit est une synthèse et non pas un résumé : comme beaucoup d'autres écrivains, l'auteur ne suit pas l'ordre chronologique, le but de l'écrivain étant de maintenir le suspense.
L'agent secret américain Eve Drum est envoyée par son patron pour espionner un groupe d'extrême droite, en Suède. Avant de partir en mission, par jalousie, elle se brouille avec David Anderjanian, son petit ami (chapitre 2). 
En Suède, elle se fait embaucher comme actrice sur un film qui est inspiré de Jack l'Éventreur (cela correspond au premier chapitre) ; elle embarque sur un bateau, le Valhalla avec le groupe. 
Le bateau Valhalla passe par Gibraltar ; là elle contacte Alexandre Goubelian, un de ses collègues sur place. Celui-ci lui fait des avances explicites. Cas unique dans ce roman, elle refuse de céder aux avances d'un homme (chapitre 4). Après s'être quitté, sans qu'elle le sache (chapitre 10), les terroristes qu'elle a infiltrés font parler son collègue, puis l'exécutent.
Le bateau Valhalla arrive à Dakar. Ils ne peuvent pas débarquer. Pour protéger Lena, une agente du KGB, Eve Drum est obligée de tuer un Dobermann et deux hommes : le second du bateau et le propriétaire du chien (chapitre 6).
Le bateau Valhalla arrive dans une des îles du Cap-Vert. Eve fait connaissance avec Bozanga, le chef de la tribu de cette île. Les terroristes s'emparent d'un sous-marin russe. Eve découvre que le chef des terroristes est un finlandais qui veut envoyer une bombe atomique sur Panama, et veut faire accuser l'URSS de ce forfait. Eve réussit à contrecarrer les plans des terroristes et à reprendre le contrôle du sous-marin (chapitre X). Elle découvre avec surprise que Bozanga et sa tribu sont des sous-mariniers russophones, de nationalité soudanaise (chapitre XI). Elle évite de leur dire qu'elle est un agent secret américain.
Quand elle retourne dans son pays, elle se réconcilie avec David Anderjanian, son petit ami : elle découvre qu'elle n'avait aucune raison d'être jalouse, il était avec d'anciens copains de régiment.

## Titres de la série
1. OSSEX se découvre
2. La Chatte empoisonnée
3. Impair et passes
4. Caviar sur canapé
5. À l'oued rien de nouveau
6. Plus un poil de sec
7. Sabbat, ça vient
8. La Main occulte
9. Tais-toi tu m'exciques
10. On a marché sur ma lune
11. Kama sous toi
12. Le singe mue
13. Ma copine de Copenhague
14. Drogue de guerre
15. Pique nique chez les beatniks
16. La Poule aux yeux d'or
17. La Chatreuse de Parme
18. Branle bas le combat
19. Ottawa que je m'y mette
20. Une belle paire de nippons !
21. Rentre tes blancs mutants
22. Les Raisins de la polaire
23. Touchez pas au grizzli
24. Les Marrants de la Baltique
25. La Chatte sur un doigt brûlant
26. Cinq Cochonnes à la une
27. Pan! dans la geôle
28. La Sexorciste
29. Les Tétons flingueurs
30. Ceylan mais c'est bon
31. La Chatte à neuf queues
32. Sans dessous dessus
33. Les Onze Mille Vierges
34. Kilt ou double
35. Pan ! Pan ! Ku Klux
36. En chair et en noce
37. Moujik de chambre
38. L'Ultra-violée
39. La Tronche napolitaine
40. Bahamas split
41. La Mièvre et la Tordue
42. Viol au-dessus d'un nid de zoulous
43. Heil et fines herbes
44. Le Roi des zones
45. La Bête à deux dots
46. L'Émir et une nuit
47. Kippour sonne le glas
48. Tripoli pour être honnête
49. My taylor is reich !
50. La Belle et l'Ablette
51. Le Gland des siciliens
52. La Main à l'appat
53. La Thaï au-dessus
54. Luger et court-vêtue
55. Pétrole et hommes
56. À dada sur mon bidet
57. Courroux à Kourou
58. Sombres Héros et mantilles
59. La Came aux damélias
60. Saharien n'a voir
61. Les Glaçons de la bande
62. Zambèze et des meilleures
63. Tchin-Chine